# Martin Toft Madsen
Martin Toft Madsen (Hørsholm, 20 febbraio 1985) è un ciclista su strada danese che corre per il team BHS-PL Beton Bornholm. È stato tre volte campione danese a cronometro.

## Palmarès

### Strada
- 2016 (Team Almeborg-Bornholm, una vittoria)

Campionati danesi, Prova a cronometro
- 2017 (BHS-Almeborg Bornholm, tre vittorie)

Skive-Løbet
Campionati danesi, Prova a cronometro
Crono delle Nazioni (cronometro)
- 2018 (BHS-Almeborg Bornholm, cinque vittorie)

Campionati danesi, Prova a cronometro
Hafjell GP (cronometro)
Chrono Champenois (cronometro)
Duo Normand (cronocoppie, con Rasmus Christian Quaade)
Crono delle Nazioni (cronometro)
- 2019 (BHS-Almeborg Bornholm, una vittoria)

2ª tappa Post Danmark Rundt (Grindsted > Grindsted, cronometro)

#### Altri successi
- 2023 (BHS - PL Beton Bornholm, tre vittorie)

Giro Himledalen Time Trial - SweCup 3 (cronometro)
Nakskov CC (cronometro)
Söderåsens 2-dagars (cronometro)

## Piazzamenti

### Competizioni mondiali
- Campionati del mondo

Doha 2016 - Cronometro Elite: 13º
Bergen 2017 - Cronometro Elite: 21º
Innsbruck 2018 - Cronometro Elite: 10º
Yorkshire 2019 - Staffetta mista: 8º
Yorkshire 2019 - Cronometro Elite: 29º

### Competizioni europee
- Campionati europei

Herning 2017 - Cronometro Elite: 6º
Glasgow 2018 - Cronometro Elite: 11º
Alkmaar 2019 - Cronometro Elite: 9º